# أدولف جاي ليفاندوفسكي
أدولف جاي ليفاندوفسكي (بالإنجليزية: Adolph J. Lewandowski)‏ هو لاعب كرة قدم أمريكية أمريكي، ولد في 30 مايو 1905 في شيكاغو في الولايات المتحدة، وتوفي في 1 نوفمبر 1961 في لنكن في الولايات المتحدة.

## وصلات خارجية
- أدولف جاي ليفاندوفسكي على موقع كلية كرة السلة في سبورتس رفرنس.كوم (الإنجليزية)